# 고재현 (배우)
고재현(본명: 박재현, 1994년 11월 22일 ~ )은 대한민국의 배우이다.

## 출연

### 방송

#### 드라마
- 2018년 네이버TV 《시크릿 에이전트》 (웹 드라마) - 철수 역
- 2018년 유튜브 《일상학개론》 (웹 드라마)
- 2018년 유튜브 《생활의 정석》 (웹 드라마)
- 2020년 유튜브 《삼백살 20학번》 (웹 드라마)
- 2021년 네이버TV 《나의 별에게》 (웹 드라마) - 김형기 역
- 2021년 유튜브 《내가 해봐서 아는데》 (웹 드라마)
- 2021년 유튜브 《정답을 찾을 수 없습니다》 (웹 드라마) - 공상우 역
- 2022년 MBC 《내일》 - 최윤재 역

### 공연

#### 연극
- 2020년 《피라모스와 티스베》 (2020.06.18~2020.06.21)
- 2020년 《피라모스와 티스베》 (2020.07.16~2020.07.19)

### 뮤직비디오
- 2019년 NC.A / 박혜원 - 〈헤어질 자신 있니〉
- 2020년 신예영 - 〈넌 내가 보고 싶지 않나 봐〉

### 광고
- 2019년 맥도날드
- 2019년 새마을금고
- 2020년 SK텔레콤